# Au-delà du crépuscule
To Sail Beyond the Sunset
Au-delà du crépuscule (titre original en anglais : To Sail Beyond the Sunset) est un roman de Robert A. Heinlein publié en 1987. Il s'agit de son dernier roman, paru un an avant sa mort, en 1988. Ce livre est aussi le dernier du cycle des Vies de Lazarus Long (« The Lives of Lazarus Long ») qui aborde des thèmes tels que le voyage dans le temps, les dimensions parallèles, l'amour libre, l'inceste volontaire et un concept que Heinlein a nommé le « solipsisme panthéiste » ou « Le Monde en tant que Mythe », une théorie selon laquelle les univers sont créés par l'acte de les imaginer, de telle sorte qu'il existe quelque part, par exemple un Pays d'Oz réel. Les autres livres du cycle sont Les Enfants de Mathusalem (Methuselah's Children), Time Enough for Love, The Number of the Beast et Le Chat passe-muraille (The Cat Who Walks Through Walls).

## Thèmes du roman

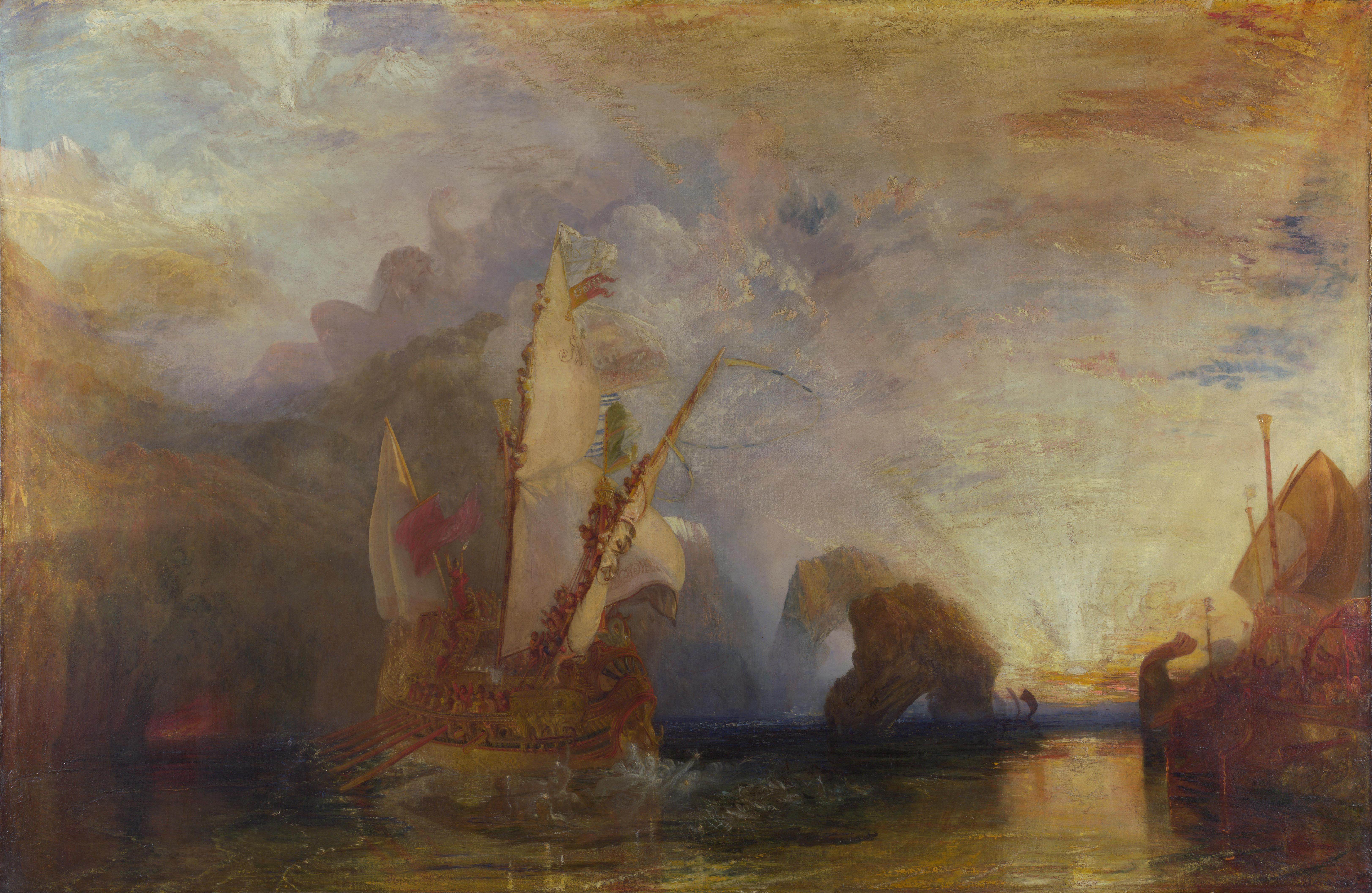
Ulysse se moquant de Polyphème : le vaisseau d'Ulysse vogue vers le couchant, par William Turner (1829).

Dans ce roman se retrouvent plusieurs éléments récurrents des livres de Heinlein : relations hommes/femmes, mœurs de l'époque, un brin de politique et d'économie, et bien évidemment sa philosophie distillée à travers les protagonistes. On retrouve certains personnages comme George Strong et DD. Harriman (issus du cycle Histoire du futur), ou encore Jubal Harshaw (un des personnages centraux de En Terre Étrangère).

## Titre
Le titre du roman est extrait du poème Ulysse de Tennyson (troisième strophe, vers 60), cité par l'un des personnages : un héros vieillissant, trouvant mortellement ennuyeuse l'idée d'un avenir éternellement heureux, décide de prendre le large pour une dernière grande aventure.
| « ... my purpose holds To sail beyond the sunset, and the baths Of all the western stars, until I die. » | ...car j’ai toujours le propos De voguer au-delà du crépuscule, où baignent Toutes les étoiles de l'Occident, jusqu'à ce que je meure. |  |

## Résumé

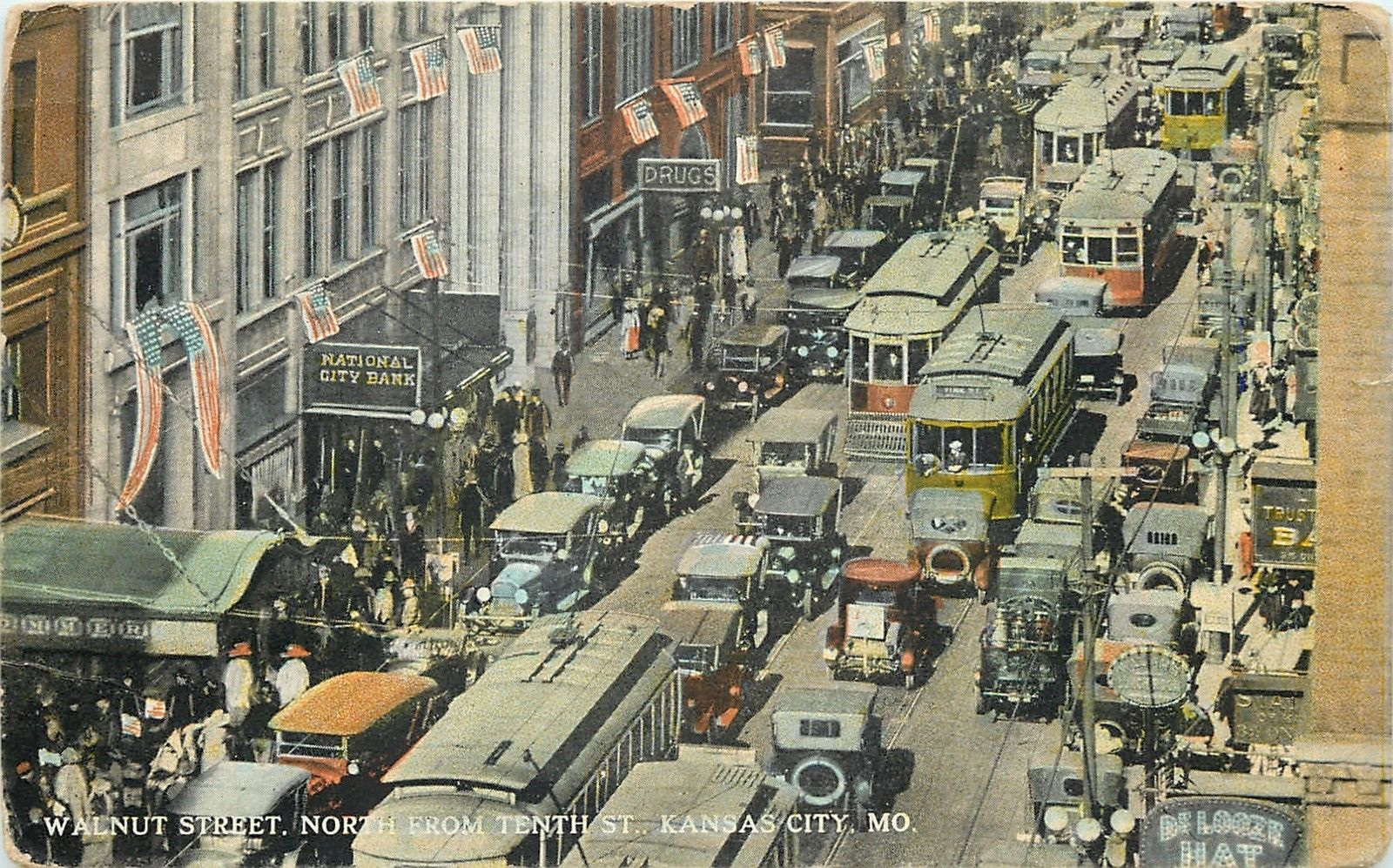
Vue de Walnut Street à Kansas City (Missouri) vers 1918, c'est-à-dire à l'époque de la jeunesse de la narratrice Maureen et de l'arrivée en provenance du futur de son propre fils, Lazarus Long, sous le nom de Ted Bronson. Kansas City est aussi la ville où l'auteur a passé son enfance à la même époque.

Le livre prend la forme des mémoires autobiographiques de Maureen Johnson Smith Long, à la fois mère, amante et future épouse de Lazarus Long, qui relate de façon ostensible les événements à mesure qu'ils se produisent alors qu'elle est emprisonnée avec Pixel, le personnage éponyme du Chat passe-muraille.
Maureen, née le 4 juillet 1882, raconte son enfance dans la campagne du Missouri, la découverte de ses liens de parenté avec les anciennes Familles Howard dont l'histoire est révélée dans Les Enfants de Mathusalem , son mariage avec Brian Smith, un autre membre des Familles, et sa vie, principalement à Kansas City (Missouri), jusqu'à sa mort apparente en 1982. En fait, Maureen a vécu plus longtemps et donne ses points de vue (parfois contradictoires) sur plusieurs événements survenant dans d'autres histoires de Heinlein, notamment la visite en provenance du futur, en 1917 de son propre fils Lazarus Long sous le nom de Ted Bronson (racontée du point de vue de Long dans Time Enough for Love), le programme spatial de DD Harriman tiré de  L'Homme qui vendit la Lune  et les trottoirs roulants de Les routes doivent rouler

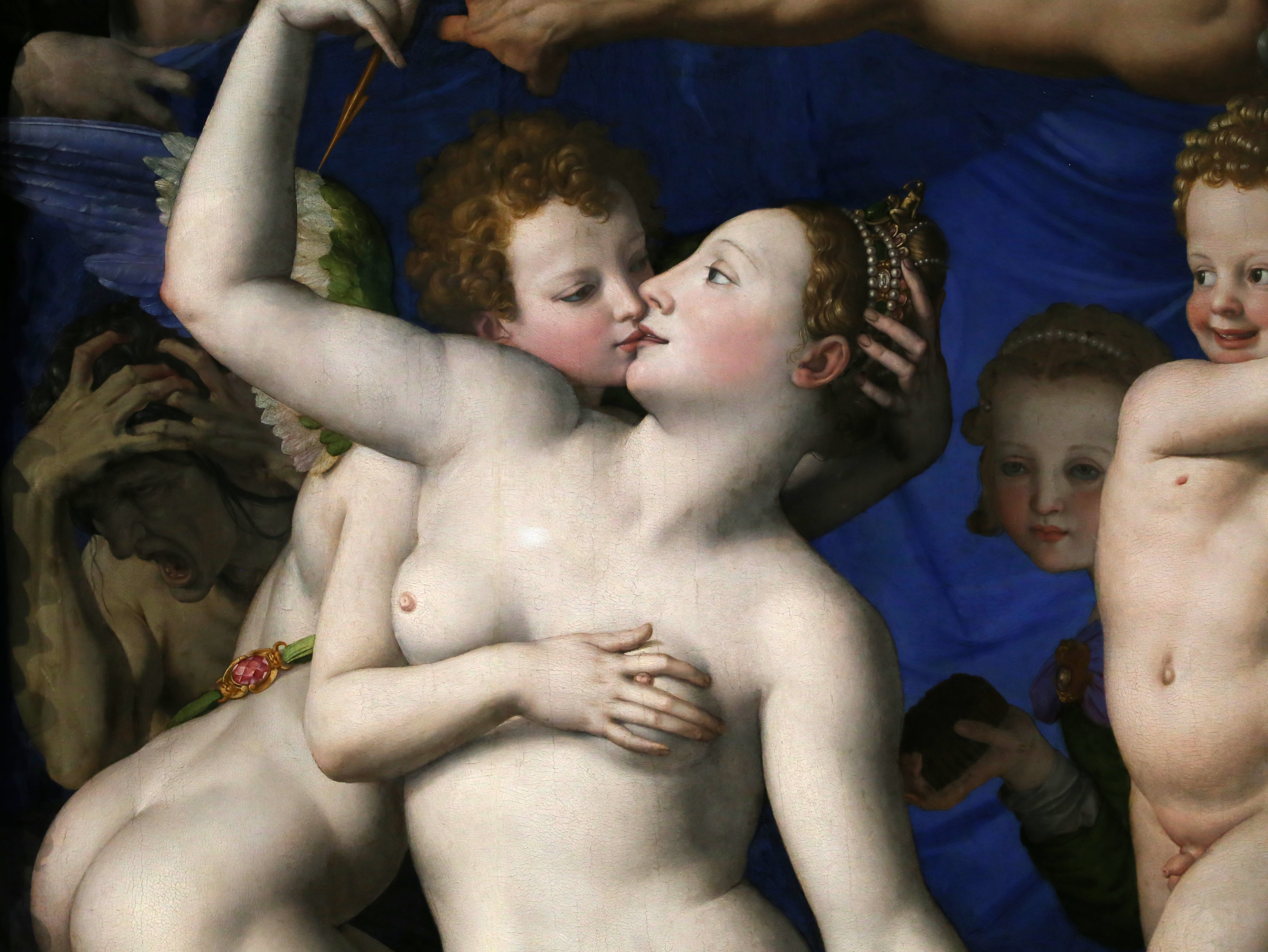
Allégorie de Vénus et Cupidon par Bronzino (détail). V. 1545. National Gallery, Londres.

La vie de Maureen s'avère faite essentiellement d'une succession d'expériences sexuelles qui débutent dès l'enfance. Juste après son premier rapport sexuel, elle est examinée par son père médecin, et se surprend à éprouver pour lui un désir sexuel. Elle fait ensuite de multiples rencontres : divers garçons, son mari, des ministres, les maris d'autres femmes, des petits amis (avec changements de partenaires, swinging sessions) et enfin son propre fils Lazarus Long/Theodore Bronson devenu adulte. De plus, elle se livre toute sa vie au harcèlement sexuel sur son père et encourage son mari à avoir des relations sexuelles avec leurs propres filles, participant elle-même à ces activités incestueuses. En revanche, elle interdit à deux de ses enfants, un fils et une fille, de poursuivre une relation incestueuse entre eux deux, principalement en raison de la réticence de la sœur à partager son frère avec d'autres femmes. Tous ces éléments s'inspirent d'une leçon d'histoire alternative du XXe siècle, dans laquelle divers commentaires sociaux et philosophiques sont présentés.
Elle est finalement délivrée de sa prison par Lazarus Long et d'autres personnages issus de divers romans, et évacuée par le vaisseau Gay Deceiver, décrit dans The Number of the Beast. Après avoir sauvé son père d'une mort certaine lors de la bataille d'Angleterre, elle s'unit à ses descendants lors d'un mariage de groupe massif dans la colonie de Boondock, sur la planète Tertius. Maureen termine son autobiographie et la saga de Lazarus Long par cette phrase « Et tous, nous vécûmes heureux, pour toujours » (« And we all lived happily ever after »).